# Horky (kraj środkowoczeski)
Horky – gmina w Czechach, w powiecie Kutná Hora, w kraju środkowoczeskim.
1 stycznia 2017 gminę zamieszkiwało 398 osób, a ich średni wiek wynosił 42,0 roku.